# 1715
Доба великих географічних відкриттів •  Перша наукова революція •  Глухівський період в історії Гетьманщини

## Геополітична ситуація
Османську імперію очолює Ахмед III (до 1730). Під владою османського султана перебувають Близький Схід та Єгипет, Середземноморське узбережжя Північної Африки, частина Закавказзя, значні території в Європі: Греція, Болгарія та Сербія. Васалами османів є Волощина та Молдова.
Священна Римська імперія — наймогутніша держава Європи. Її територія охоплює, крім німецьких земель, Угорщину з Хорватією, Трансильванію, Богемію, Північну Італію. Її імператор — Карл VI Габсбург (до 1740). Король Пруссії — Фрідріх-Вільгельм I (до 1740).
На передові позиції в Європі вийшла Франція, на троні якої Людовика XIV змінив Людовик XV (до 1774). Франція має колонії в Північній Америці та Індії.
Король Іспанії — Філіп V з династії Бурбонів (до 1746). Королівству Іспанія належать Іспанські Нідерланди, південь Італії, Нова Іспанія, Нова Гранада та Нова Кастилія в Америці, Філіппіни. Королем Португалії є Жуан V (до 1750). Португалія має володіння в Бразилії, в Африці, в Індії, в Індійському океані й Індонезії.
Північ Нідерландів займає Республіка Об'єднаних провінцій. Вона має колонії в Північній Америці, Індонезії, на Формозі та на Цейлоні. На британському троні сидить Георг I (до 1727). Британія має колонії в Північній Америці, на Карибах та в Індії. Король Данії та Норвегії — Фредерік IV (до 1730), король Швеції — Карл XII (до 1718). На Апеннінському півострові незалежні Венеційська республіка та Папська область. у Речі Посполитій королює Август II Сильний (до 1733). У Московії царює Петро I (до 1725).
Україну розділено по Дніпру між Річчю Посполитою та Московією. Гетьман України  — Іван Скоропадський. Пристановищем козаків є Олешківська Січ. Існує Кримське ханство, якому підвладна Ногайська орда.
В Ірані правлять Сефевіди.
Значними державами Індостану є Імперія Великих Моголів, Імперія Маратха. В Китаї править Династія Цін. У Японії триває період Едо.

## Події

### В Україні
- Іван Малашевич і далі залишається кошовим отаманом Війська Запорозького.
- Місто Кути (нині — селище міського типу на Івано-Франківщині) отримало Магдебурзьке право.

### У світі
- 11 липня війська Філіпа V взяли останнє велике місто каталанських країн — Мальорку.
- 1 вересня після смерті багаторічного Короля Франції Людовика XIV новим монархом став Людовик XV на прізвиська «Улюблений».
  - Регентом при малолітньому королі став Філіпп ІІ Орлеанський.
- 26 листопада у Тарногруді було організовано Тарногородську конфедерацію Речі Посполитої, основною метою якої було лобіювання майнових інтересів шляхти і магнатів, незадоволених абсолютистськими тенденціями короля Августа II Сильного.
- 15 грудня кримського хана Каплана I Ґерая змінив на престолі Девлет III Ґерай.
- Великі Моголи взяли фортецю Гурдаспур і полонили засновника першої держави сикхів Банду Сінґха Бахадура.
- Розпочалася Друга ойратсько-манчжурська війна, що тривала близько 24 років і завершилася паритетом сторін.
- В Англії спалахнуло повстання якобітів, яке того ж року було придушене.
- 25-й король Мандари (ім'я невідоме) дозволив проповідувати мусульманським місіонерам, внаслідок чого країна стала султанатом.
- Шведські війська окупували Норвегію.
- У Північній Америці почалася ямасійська війна між індіанцями та колоністами.
- Французи заволоділи островом Маврикій, звідки голландці виселилися 5 років тому.

## Наука та культура
- Папа Римський Климент XI організував під проводом Йосипа Ассемані експедицію до Сирії та Єгипту. За час роботи він зібрав близько 150 цінних манускриптів, що поповнили фонди Ватиканської бібліотеки.
- Григорій Новицький завершив роботу над етнографічною працею «Короткий опис про народ остяцький», що містила важливий етнографічний матеріал про хантів.
- У Глазго почала друкуватися перша міська газета — Glasgow Courant.
- У Лісабоні започатковано Diário da República — офіційну газету Португальського королівства.
- У французькій колонії Сан-Домінго почали вирощувати каву.
- В Іспанії почали виготовляти гармати, що заряджалися з казенної частини.
- Джузеппе Кастільйоне прибув до Пекіна з католицькою місією. Він став улюбленцем імператора.

## Засновано та зведено

### Населені пункти
див. також Категорія:Населені пункти, засновані 1715

Наведено лише міста та села, населення яких перевищує 1 тис. осіб
- Белебей — нині місто в Росії, центр Белебеївського району Башкортостану.
- Гопкінтон — нині місто у США, в окрузі Міддлсекс (Массачусетс).
- Карлсруе — нині місто в Німеччині, у землі Баден-Вюртемберг.
- Чилесіто — нині місто в Аргентині, адміністративний центр департаменту в провінції Ла-Ріоха.
- Поділля — нині село в Україні, Заліщицького району Тернопільської області.

### Споруди та заклади
- Григоріос Сотірос засновує в Афінах «Семінарій грецьких наук», музей і низку вищих навчальних закладів.
- У Венеції, після 58 років будівництва, зведено римо-католицьку Церкву Джезуїті.
- У Дрездені засновано Музей порцеляни — один з найкращих музейних закладів у Європі, спеціалізованих на порцеляні та художніх керамічних виробах.
- У Герцогстві Баварія було кардинально перебудовано Палац Дахау — колишню літню резиденцію правителів Баварії Віттельсбахів.
- Зведено Церкву святого Власія в хорватському Дубровнику, римо-католицький храм у стилі бароко.
- У Чернігові збудовано Катерининську церкву, що нині є одним із символів міста та пам'яткою архітектури національного значення.
- У Києві відкрито першу аптеку.
- У Києві на місці старого дерев'яного храму Малого Микільського собору зведено нову муровану церкву у стилі бароко.
- На Аскольдовій Могилі у Києві засновано відомий цвинтар, що згодом перетворили у парк «Аскольдова Могила».
- У Жулянах збудовано дерев'яну храм-каплицю Димитрія Солунського.

### Алькогольне виробництво
- Жан Мартель заснував один з найдавніших коньячних будинків — Martell.
- У Львові монахи-єзуїти побудували в місцині Клепарів перше в місті промислове броварське виробництво — Львівську броварню.

## Стихійні лиха
- У селі Черториги (нині — село Шевченкове на Сумщині) сталася велика пожежа, під час якої згоріло 65 садиб та Миколаївська церква.

## Народились
див. також Категорія:Народились 1715
- 31 січня — Клод Адріан Гельвецій, французький філософ-матеріаліст, ідеолог французької буржуазії епохи Просвітництва.
- 3 березня — Ясон Смогожевський, митрополит Київський, Галицький та всієї Руси УГКЦ.
- 13 червня — Антоній Вацлав Бетанський, римо-католицький єпископ, ректор Львівського університету (1784—1785).
- 22 серпня — Євгеній Булгаріс, визначний гуманіст та православний діяч в Україні; грецько-російський богослов, засновник Новогрецького Просвітництва.
- 23 жовтня — Петро II Олексійович, імператор Росії (1727—1730).

## Померли
див. також Категорія:Померли 1715
- 27 травня — Варлаам Шептицький, єпископ Львівський, Галицький та Кам'янецький УГКЦ.
- 8 серпня — Юст Юль, данський дипломат, посол у Московії (1709—1711) при царі Петрі І.
- 14 вересня — Дом Периньйон, французький монах-бенедиктинець, який зробив значний внесок у розвиток виробництва шампанського.